# 秋田県南日々新聞
秋田県南日々新聞（あきたけんなんにちにちしんぶん）とは、過去に伊藤正雄が1人で発行していたオンライン新聞（インターネット新聞）のウェブサイト。通称は「ケンニチ」

## 来歴
秋田県大曲市（現在の大仙市）にある週に3回新聞が発行される秋田民報の記者でありました伊藤が在職中の1996年12月1日に立ち上げた新聞である。毎週金曜日には「こちら編集室」が更新された。
2000年には25万ヒットを達成し、2月15日には、記念に新聞の読者らが集まり、西木村（現仙北市西木町上桧木内地区）での小正月の伝統行事であります「紙風船上げ」の時、新聞オリジナル紙風船を揚げた。
2015年11月28日の2時に3000万ヒットを達成した。
田沢湖町（現在の仙北市）に本拠を置く、たざわこ芸術村（現在のあきた芸術村）と、仙北郡千畑町土崎（現在の美郷町）にある総合広告代理店・グラフィックコミュニケーションの協力の下で製作されていた。
主な協力者は、わらび座のデジタル・アート・ファクトリーのチーフディレクター・長瀬一男、チーフエンジニアの海賀孝明（かいが・たかあき）、グラフィックデザイナーの高橋成人（なるひと）、県仙北地方部県民生活室（仙北市）の成田秀、千葉県松戸市にあったコンピュータサービスの佐々木徹ら。